# Auguste Longnon

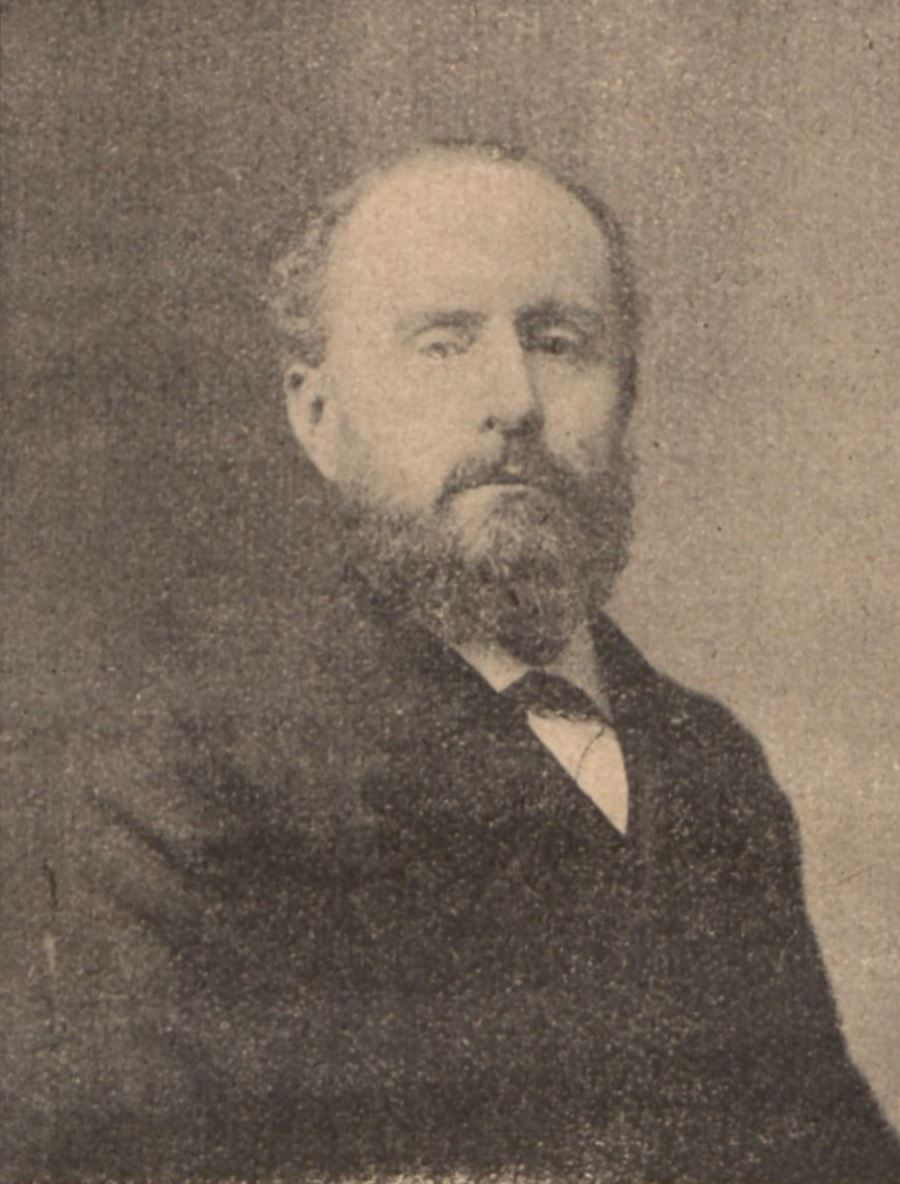
Auguste Longnon, 1899.

Auguste Honoré Longnon, född den 18 oktober 1844 i Paris, död där den 12 juli 1911, var en fransk historiker. 
Longnon var till 1869 skomakare, anställdes 1870 vid nationalarkivet, blev 1879 lärare i fransk historisk geografi vid École des hautes études och 1892 professor i samma ämne vid Collège de France. Sedan 1886 var han ledamot av Institutet. 
Longnon utgav bland annat Géographie de la Gaule au VI:e siècle (1878), Atlas historique de la France, depuis César jusqu’à nos jours (1884–1889), François Villons Oeuvres complètes (1892, med biografi) och Documents relatifs au comté de Champagne et de Brie, 1172-1360 (2 band, 1901–1904).